# 塔潘鎮區 (阿肯色州菲利普斯縣)
塔潘鎮區（英語：Tappan Township）是位於美國阿肯色州菲利普斯縣的一個行政鎮區。

## 地方資料
塔潘鎮區的面積為477.87平方千米，當中陸地面積為457.38平方千米，而水域面積為20.49平方千米。根據2010年美國人口普查的數據，當地共有人口1500人，而人口密度為每平方千米3.14人。